# Chris Yperman
Christiane (Chris) Yperman (Antwerpen - Merksem, 11 augustus 1935 – Gent - Zwijnaarde, 7 oktober 2015) was een Vlaams dichteres, roman- en toneelschrijfster. Yperman debuteerde met het publiceren van gedichten in het tijdschrift De Meridiaan. Vervolgens kwam in 1959 haar eerste roman uit: Een heel klein scheepje. 
Yperman was weduwe van de beeldhouwer Roel D'Haese.

## Werken
- 1956 · Un mendrugo de pan
- 1959 · Een heel klein scheepje
- 1961 · Zon op de weg (in 1968 herdrukt onder de titel Muziekje)
- 1970 · Pour Delphine
- 1970 · Twee dames
- 1974 · Robrecht de Vrome
- 1987 · Jolie Madame
- 2004 ·   had ik een groene hagedis